# Shout at the Devil
Shout at the Devil es el segundo álbum de la banda estadounidense de heavy metal Mötley Crüe, lanzado el 26 de septiembre de 1983. Este álbum, junto con su predecesor Too Fast for Love, es considerado uno de los más influyentes en su género.
El 15 de mayo de 1997 Shout at the Devil llegó a las 4 millones de copias vendidas en los Estados Unidos, logrando la certificación de cuádruple platino. Alcanzó la posición n.º 17 en la lista de éxitos Billboard 200. "Looks That Kill" y "Too Young to Fall in Love" fueron publicados como sencillos para promocionar el álbum, logrando las posiciones n.º 54 y n.º 90 respectivamente en la lista Billboard Hot 100 en 1984, mientras que la canción "Shout at the Devil" logró ubicarse en la casilla n.º 30 en la lista Mainstream Rock.

La portada original del disco "Shout at the Devil" reflejaba un Pentagrama invertido.

## Lista de canciones
1. "In the Beginning" (Geoff Workman) – 1:13
2. "Shout at the Devil" (Nikki Sixx) – 3:16
3. "Looks That Kill" (Sixx) – 4:07
4. "Bastard" (Sixx) – 2:54
5. "God Bless the Children of the Beast" (Mick Mars) – 1:33
6. "Helter Skelter" (John Lennon, Paul McCartney) – 3:09
7. "Red Hot" (Mars, Vince Neil, Sixx) – 3:21
8. "Too Young to Fall in Love" (Sixx) – 3:34
9. "Knock 'Em Dead, Kid" (Neil, Sixx) – 3:40
10. "Ten Seconds to Love" (Neil, Sixx) – 4:17
11. "Danger" (Mars, Neil, Sixx) – 3:51

### Edición remasterizada del 2003
En el 2003, la banda volvió a lanzar todos sus álbumes bajo su propia marca, Mötley Records, incluyendo canciones adicionales de la era específica de cada álbum. Una edición limitada, versión "Mini-LP" CD del álbum, fue lanzada en el mercado Japonés con la portada original, disponible sólo en la versión LP vinilo.
Las canciones adicionales de Shout at the Devil's son las siguientes:
- 12. "Shout at the Devil (demo)" (Sixx) – 3:18
- 13. "Looks That Kill (demo)" (Sixx) – 5:06
- 14. "Hotter Than Hell (demo)" (Sixx) – 2:49
- 15. "I Will Survive" (Mars, Sixx) – 3:19
- 16. "Too Young to Fall in Love (demo)" (Sixx) – 3:03

Además, también se incluye el video de "Looks That Kill".
Las canciones adicionales son demos del álbum con la inclusión de la canción nueva "I Will Survive", canción que había sido grabada para el álbum pero no fue incluida. "Black Widow", del álbum recopilatorio Red, White and Crüe, tampoco fue incluida en el álbum.
El álbum también contiene una advertencia sobre posibles "mensajes subliminales". Esto es en referencia a Sixx y Lee tratando de cantar "Jesus es Satanás" en una canción.

## Créditos
- Vince Neil - Voz
- Mick Mars - Guitarra
- Nikki Sixx - Bajo
- Tommy Lee - Batería

### Músicos adicionales
- Geoff Workman - narrador en "In the Beginning"
- Jai Winding - teclados
- Paul Fox - teclados
- Tom Kelly - coros
- Richard Page - coros

## Posición en las listas
Álbum - Billboard (Norteamérica)
| Año  | Tabla         | Posición |
| ---- | ------------- | -------- |
| 1983 | Billboard 200 | 17       |

Sencillos - Billboard (Norteamérica)
| Año  | Sencillo                    | Tabla                  | Posición |
| ---- | --------------------------- | ---------------------- | -------- |
| 1984 | "Shout at the Devil"        | Mainstream Rock Tracks | 30       |
| 1984 | "Looks That Kill"           | The Billboard Hot 100  | 54       |
| 1984 | "Too Young to Fall in Love" | The Billboard Hot 100  | 90       |